# Charaxes tanganika
Charaxes tanganika är en fjärilsart som beskrevs av Robbe 1892. Charaxes tanganika ingår i släktet Charaxes och familjen praktfjärilar. Inga underarter finns listade i Catalogue of Life.